# Insurrection houthiste au Yémen
Cet article court présente un sujet plus développé dans : guerre du Saada et guerre civile yéménite.
- Territoire contrôlé par les loyalistes.
- Territoire contrôlé par les Houthis.
- Territoire contrôlé par les djihadistes d'AQPA.
- Territoire contrôlé par les djihadistes de l'État islamique au Yémen.

L'insurrection houthiste au Yémen est un conflit en cours au Yémen depuis 2004. Il se compose de :
- la guerre du Saada, de 2004 à 2014 ;
- la guerre civile yéménite, en cours depuis 2014.